# Heteronotus xanthomelas
Heteronotus xanthomelas är en insektsart som beskrevs av Walker. Heteronotus xanthomelas ingår i släktet Heteronotus och familjen hornstritar. Inga underarter finns listade i Catalogue of Life.